# Брянчанинов, Анатолий Александрович
Анатолий Александрович Брянчанинов (1839—1918) — русский прозаик, драматург; действительный статский советник.

## Биография
Из родовитых дворян. Окончил Николаевское инженерное училище (1857), затем Николаевскую инженерную академию (1859). Служил в лейб-гвардейском 1-м стрелковом батальоне (1860―1862). В 1862 году вышел в отставку в чине подпоручика. Служил в Вологодской палате уголовного суда (1863), на выборных должностях в местных дворянских учреждениях (1864―1868), состоял в Департаменте таможенных сборов (1873―1875). Переехал в Орёл, где был директором земельного банка (1875―1881). В 1878 году познакомился с И. С. Тургеневым. В 1881 году вернулся в Вологодскую губернию, служил мировым судьёй (1881―1887), избиралея губернским и уездным гласным (1882―1900). Непременный член Вологодской губернии по крестьянским делам присутствия (с 1887), Вологодского губернского присутствия (с 1891). Редактор неофициальной части «Вологодских губернских ведомостей». В 1904 году вышел в отставку в чине действительного статского советника.
Писать начал в семнадцать лет (переводы, небольшие рассказы, стихи). Первая из известных публикаций Брянчанинова ― очерк «Счастье в тумане» (1859). Затем в журнале «Русский вестник» появились рассказ «Три свидания» (1867) и повесть «Безысходная доля» (1868). В 1870 году Брянчанинов опубликовал сборник «Повести и рассказы». Написанные в начале 1870-х гг. две драмы из народного быта, несмотря на рекомендации И. С. Тургенева, принимавшего участие в литературной судьбе Брянчанинова, редактор журнала «Вестник Европы» М. М. Стасюлевич возвратил автору с отказом. Позднее эти пьесы были изданы ― «Бездольная» (1877) и «В кабале» (1911). В 1885 году опубликована книга «Русские народные сказки в стихах» ― стихотворный пересказ народных сказок, заслужившая одобрение Тургенева. В повести из уездной помещичьей жизни «В вихре страсти» (1894)  декларируется мысль о развращающем влиянии Петербурга на чистоту и простосердечие провинциальных нравов. С 1905 года Брянчанинов активно сотрудничал в журнале «Мирный труд»: повести «Не по торной дорожке» (1905), «Без руля и без ветрил» (1909) , стихотворные «Старины и былины Печорского края» (1910) и романы «В годину лихолетья (1905―1906)» (1912) и «В шестидесятых годах (1862―1863)» (1914), несут идею автора о том, что спасение России от надвигающейся революции состоит в хозяйственном укреплении запущенных дворянских усадеб и восстановлении патриархально-идиллических отношений помещиков с прежними крепостными.